# Solanum luzoniense
Solanum luzoniense là loài thực vật có hoa trong họ Cà. Loài này được Merr. miêu tả khoa học đầu tiên năm 1918.